# هاليفاكس (دائرة انتخابية في المملكة المتحدة)
هاليفاكس (بالإنجليزية: Halifax)‏ هي إحدى الدوائر الانتخابية في المملكة المتحدة الممثلة في مجلس العموم في برلمان المملكة المتحدة.
عضو البرلمان الذي يمثلها حالياً هو :Mrs Linda Riordan (Lab/Co-op).